# آلفا میست
آلفا میست (انگلیسی: Alfa Mist؛ زادهٔ ۱۹۹۱/۱۹۹۲) موسیقی‌دان اهل بریتانیا است.